# Charlottesville Men's Pro Challenger 2010
Il Charlottesville Men's Pro Challenger 2010, noto anche come Virginia National Bank Men's Pro Championship per motivi di sponsorizzazione, è un torneo professionistico di tennis maschile giocato sul cemento, che faceva parte dell'ATP Challenger Tour 2010. Si è giocato ad Charlottesville negli USA dal 1° al 7 novembre 2010.

## Partecipanti

### Teste di serie
| Nazionalità | Giocatore         | Ranking* | Testa di serie |
| ----------- | ----------------- | -------- | -------------- |
| Stati Uniti | Taylor Dent       | 92       | 1              |
| India       | Somdev Devvarman  | 94       | 2              |
| Stati Uniti | Ryan Sweeting     | 110      | 3              |
| Stati Uniti | Donald Young      | 123      | 4              |
| Giappone    | Kei Nishikori     | 124      | 5              |
| Australia   | Marinko Matosevic | 134      | 6              |
| Australia   | Peter Luczak      | 137      | 7              |
| Stati Uniti | Robert Kendrick   | 147      | 8              |

- Ranking al 25 ottobre 2010.

### Altri partecipanti
Giocatori che hanno ricevuto una wild card:
- Theodoros Angelinos
- Alexander Domijan
- Treat Conrad Huey
- Jarmere Jenkins
- Ryler DeHeart (alternate)

Giocatori passati dalle qualificazioni:
- Yuki Bhambri
- Michael Shabaz
- Fritz Wolmarans
- Michael Yani

## Campioni

### Singolare
Robert Kendrick ha battuto in finale  Michael Shabaz con il punteggio di 6–2, 6–3.

### Doppio
Robert Kendrick /  Donald Young hanno battuto in finale  Ryler DeHeart /  Pierre-Ludovic Duclos con il punteggio di 7–6(5), 7–6(3).